# Crocallis signatipennis
Crocallis signatipennis là một loài bướm đêm trong họ Geometridae.